# Мориц, Юнна Петровна
Ю́нна Петро́вна Мо́риц (настоящее отчество — Пи́нхусовна; род. 2 июня 1937[…], Киев, Украинская ССР) — советская и российская поэтесса и переводчица, сценарист.
Автор поэтических книг, в том числе «В логове го́лоса» (1990), «Лицо» (2000), «Таким образом» (2000), «По закону — привет почтальону!» (2005), а также книг стихов для детей: «Букет котов» (1997) и других; по мотивам нескольких стихотворений из одной из них («Большой секрет для маленькой компании») в 1979 году создан одноимённый мультфильм. На стихи Юнны Мориц написано много известных песен («Ёжик резиновый», «Сильнее кошки зверя нет», «Собака бывает кусачей», «Летающие лошади», «Любимый пони», «Большой секрет для маленькой компании», «Когда мы были молодые»), а также «Переведи меня через майдан» (стихи Виталия Коротича в переводе Юнны Мориц), некоторые из которых были положены на музыку Сергеем Никитиным.

## Биография
Юнна Петровна (Пинхусовна) Мориц родилась 2 июня 1937 года в еврейской семье из Винницы. Как рассказывает Мориц, «в год моего рождения арестовали отца по клеветническому доносу, через несколько пыточных месяцев сочли его невиновным, он вернулся, но стал быстро слепнуть. Слепота моего отца оказала чрезвычайное влияние на развитие моего внутреннего зрения». В начале Великой Отечественной войны с родителями и старшей сестрой Тиной (род. 1926) эвакуировалась в Челябинск, где отец — инженер Пётр Борисович Мориц — работал начальником транспортного отряда на Луганском патронном заводе № 60 ВСНХ, позже вошедшем в состав Тульского патронного завода № 541, а мать — в артели художественных изделий. Здесь же в сентябре 1944 года Юнна Мориц поступила в школу № 1 имени Фридриха Энгельса. В 1945 году семья вернулась в Киев.
В 1954 году окончила школу в Киеве, поступила на заочное отделение филологического факультета Киевского университета. К этому времени появились первые публикации в периодике.

### Конфликт с «Facebook»
После публикации 10 марта 2016 года короткого эссе «Мёртвые не могут объявить голодовку», посвящённого гибели российских журналистов И. Корнелюка и А. Волошина и голодовке Н. Савченко, обвиняемой в причастности к этому инциденту, страница Юнны Мориц в Фейсбуке была заблокирована администрацией соцсети без объяснения причин. В этом эссе Мориц выступила против кампании, развёрнутой на Украине и на Западе, по освобождению Савченко, её оправданию и героизации. На блокировку своей страницы на Фейсбуке Мориц откликнулась, опубликовав стихотворение «Не угрожает мне уныние и скука…», эссе «Агрессия русофобских настроений на Фейсбуке» и «Йух знает что».

### Семья
- Первый муж — писатель Юрий Щеглов.
- Второй муж — переводчик Леон Тоом.
- Третий муж — поэт Юрий Григорьевич Васильев (литературный псевдоним Голицын), выпускник Литературного института имени А. М. Горького (1980).
  - Сын — политолог Дмитрий Юрьевич Глинский-Васильев (англ. Dmitri Daniel Glinski, род. 1971)[17], выпускник филологического факультета МГУ (1994) и Гарвардского университета (2013), кандидат исторических наук (2000), автор монографий «The tragedy of Russia’s reforms: Market bolshevism against democracy» (в соавторстве с П. Реддуэем, 2001) и «All Faces All Races: a Guide to New York City’s Immigrant Communities» (2014)[18][19][20].

## Творческая деятельность
В 1955 году поступила на дневное отделение поэзии Литературного института им. А. М. Горького в Москве и окончила его в 1961 году, несмотря на то, что в 1957 году её исключили оттуда вместе с Геннадием Айги за «нездоровые настроения в творчестве».
В 1961 году в Москве вышла первая книга поэтессы «Мыс Желания» (по названию мыса на Новой Земле), основанная на впечатлениях от путешествия по Арктике на ледокольном пароходе «Седов» летом 1956 года. О той своей поездке она вспоминала впоследствии:

Я никогда не забываю людей той Арктики, где я видела совсем другой образ жизни, не материковый, без никаких магазинов, улиц, кинотеатров, там жизнь зависела от радистов, от радиации, навигации, авиации, ледовой разведки, там космос — внутри человека. В зеркале Арктики видно, кто ты есть и какова цена твоей личности, твоих поступков, твоего ума и таланта быть человеком. Чувство Арктики — это подарок судьбы, особенно в 19 лет, это — божественное богатство и морозоустойчивость к «общественным мнениям».

Её книги не издавали (за стихи «Кулачный бой» и «Памяти Тициана Табидзе») с 1961 по 1970 год. Несмотря на запрет, «Кулачный бой» был опубликован заведующим отдела поэзии журнала «Молодая гвардия» Владимиром Цыбиным, после чего он был уволен. С 1990 по 2000 год не публиковалась.
В книге «По закону — привет почтальону» Юнна Мориц заявила темой своей поэзии «чистую лирику сопротивления». Высшим ценностям — человеческой жизни и человеческому достоинству — посвящены поэма «Звезда сербости» (о бомбёжках Белграда), которая издана в книге «Лицо», а также цикл короткой прозы «Рассказы о чудесном» (печатались в «Октябре», в «Литературной газете», и за рубежом, а теперь вышли отдельной книгой — «Рассказы о чудесном»).
В 2014 году поэтесса публично поддержала аннексию Крыма Российской Федерацией. Впоследствии поэтесса посвятила заметную часть лирики таким темам, как Евромайдан, Война в Донбассе и действиям политического руководства России, а своё творчество определила, как «чистую лирику сопротивления». Лирика поэтессы приобрела ярко выраженный гражданский характер, с Z-направленностью. Позднее творчество поэтессы получает противоречивые оценки. С одной стороны, оно признается «самым большим поэтическим событием России». С другой — характеризуется крайне нелестно, вплоть до «падения одарённого поэта».
В апреле 2024 года заявила, что намерена запретить использовать свои стихи бардам Сергею и Татьяне Никитиным и обратилась к юристам, которые по её словам, «работают над тем, чтобы запретить Никитиным по всему миру исполнять песни на мои стихи». Это произошло на фоне организованной пропагандистами травли певцов и сообщений о том, что они якобы помогали Вооруженным Силам Украины. Последнее было опровергнуто певцами.

### Литературные учителя
О своих литературных учителях и пристрастиях Юнна Мориц говорит: «Моим современником был постоянно Пушкин, ближайшими спутниками — Пастернак, Ахматова, Цветаева, Мандельштам, Заболоцкий, а учителями — Андрей Платонов и Томас Манн».
В интервью «РГ» в 2012 году она также упоминает Лермонтова, Льва Толстого, Шекспира и Овидия.
К своей поэтической среде она относит «Блока, Хлебникова, Гомера, Данте, царя Соломона — предположительного автора „Песни Песней“ — и поэтов греческой древности» (из интервью газете «Газета», 31 мая 2004 года).

Язык Мориц всегда естественен, лишён какого бы то ни было ложного пафоса. Богатство красок, использование точных рифм вперемешку с ассонансами — вот что отличает поэзию Мориц. Повторы часто звучат как заклинания, метафоры открывают всё новые возможности истолкования её стихов, в которых она пытается проникнуть в суть бытия.
— Вольфганг Казак
«Художник может быть лучше времени, как Чехов, а может быть и хуже, как Юнна Мориц, но для нашего с вами самопознания необходимы оба типа», — написал о Мориц Дмитрий Быков.
Ведёт блог в газете «Завтра».
Её стихи переведены на европейские языки, а также на японский и китайский. Стихи Юнны Мориц переводили:
- Лидия Пастернак,
- Стенли Кьюниц,
- Уильям Джей Смит с Верой Данем[39],
- Томас Уитни,
- Дэниeл Вайсборт,
- Элайн Файнстайн,
- Кэролин Форше[англ.].

Она перевела на русский известную украинскую песню «Гуцулка Ксеня».

## Награды и премии[41]
- Орден «Знак Почёта» (27 июля 1987 года) — за заслуги в области советской литературы[42]
- Премия «Золотая роза» (Италия)[43]
- Премия «Триумф» (2000)[44]
- Премия имени А. Д. Сахарова (2004) — «за гражданское мужество писателя»[45]
- Национальная премия «Книга года» (в рамках Международной Московской книжной выставки-ярмарки) в номинации «Поэзия — 2005»[46]
- Премия имени А. А. Дельвига — 2006[47]
- Национальная премия «Книга года» (в рамках Международной Московской книжной выставки-ярмарки) в номинации «Вместе с книгой мы растём — 2008».[48]
- Премия Правительства Российской Федерации (2011) — за книгу «Крыша ехала домой»[49]

## Сочинения

### Книги стихов
- Мыс желания. — М.: Сов. писатель, 1961.
- Лоза. — М.: Сов. писатель, 1970.
- Суровой нитью. — М.: Сов. писатель, 1974.
- При свете жизни. — М.: Сов. писатель, 1977.
- Третий глаз. — М.: Сов. писатель, 1980.
- Избранное. — М.: Сов. писатель, 1982.
- Синий огонь. — М.: Сов. писатель, 1985.
- На этом береге высоком. — М.: Современник, 1987.
- Портрет звука. — Prova d’Autore (Италия), 1989.
- В логове го́лоса: М.: Московский рабочий, 1990.
- Лицо: Стихотворения. Поэма. — М.: Русская книга, 2000.
- Таким образом: Стихотворения. — СПб.: Диамант, Золотой век. 2000, 2001.
- По закону — привет почтальону!. — М.: Время, 2005, 2006, 2008, 2010.
- Не бывает напрасным прекрасное. — М.: Эксмо, 2006.
- Рассказы о чудесном. — М.: Время, 2008, 2011.
- Сквозеро. — М.: Время, 2014.

### Проза
- Рассказы о чудесном. — М.: Время, 2008.

### Книги для детей «от 5 до 500 лет»
- Счастливый жук / худ. И. Рублёв. — М.: Малыш, 1969.
- Большой секрет для маленькой компании / худ. М. Беломлинский. — М., 1987, 1990.
- Букет котов / худ. Г. Златогоров. — М.: Мартин, 1997.
- Ванечка: Книга акростихов / худ. Г. Рудых. — Челябинск: АвтоГраф, 2002.
- Двигайте ушами. Для детей от 5 до 500 лет / худ. Евг. Антоненков. — М.: Росмен. 2003, 2004, 2005, 2006.
- Крыша ехала домой. Стихи-хи-хи для детей от 5 до 500 лет / худ. Евг. Антоненков. — М.: Время, 2010, 2011, 2012.
- Тумбер-Бумбер / худ. Евг. Антоненков. — М.: Папа Карло, 2008.[50]
- Лимон Малинович Компресс. Стихи-хи-хи для детей от 5 до 500 лет / худ. Евг. Антоненков. — М.: Время, 2011.

### Переводы
- Романсы об инфантах Лара
- Оскар Уайльд
- Федерико Гарсиа Лорка
- Сесар Вальехо
- Рэндалл Джаррелл
- Теодор Рётке
- Уильям Джей Смит
- Мигель Эрнандес
- Моисей Тейф
- Умберто Саба
- Бетти Альвер
- Яннис Рицос
- Георгос Сеферис
- Константинос Кавафис
- Эверт Тоб
- Питтер Бергман
- Рита Буми-Папа
- Овсей Дриз
- Рива Балясная
- Арон Вергелис
- Расул Гамзатов
- Виталий Коротич
- Лина Костенко
- Кайсын Кулиев

### Мультфильмы (сценарист)
- 1974 — Пони бегает по кругу
- 1978 — Сказка о потерянном времени
- 1979 — Большой секрет для маленькой компании (также автор текстов песен «Сильнее кошки зверя нет», «Собака бывает кусачей», «Летающие лошади», «Большой секрет»)
- 1981 — Мальчик шёл, сова летела
- 1982 — Волчья шкура
- 1986 — Трудолюбивая старушка

### Озвучивание мультфильмов
- 1979 — Большой секрет для маленькой компании — голос за кадром, озвучка